# Serjania adiantoides
Serjania adiantoides är en kinesträdsväxtart som beskrevs av Ludwig Radlkofer och Charles Frederick Millspaugh. Serjania adiantoides ingår i släktet Serjania och familjen kinesträdsväxter. Inga underarter finns listade i Catalogue of Life.